# Dale (Name)
Dale ist ein männlicher und weiblicher Vorname sowie ein Familienname.

## Vorkommen und Bedeutung
Der Vorname Dale tritt überwiegend im englischen Sprachraum auf, wobei er in den USA auch als weiblicher Vorname erscheint. In Litauen kommt als weiblicher Vorname Dalė vor.
Dale kommt von dem altenglischen dæl mit der Bedeutung „Tal“.
Im deutschen Sprachraum steht der Name Dale für das westfälische Adelsgeschlecht Dahl.

## Namensträger

### Männlicher Vorname
- Dale Alderson (1918–1982), US-amerikanischer Baseballspieler
- Dale Alford (1916–2000), US-amerikanischer Politiker
- Dale Baxter (* 1961), kanadischer Fußballspieler
- Dale Bumpers (1925–2016), US-amerikanischer Politiker
- Dale Carnegie (1888–1955), US-amerikanischer Kommunikationstrainer und Autor
- Dale Crover (* 1967), US-amerikanischer Rockmusiker
- Dale DeGroff (* 1948), US-amerikanischer Barkeeper, Autor und Berater
- Dale Dye (* 1944), US-amerikanischer Unternehmer, Schauspieler und Autor
- Dale Earnhardt (1951–2001), US-amerikanischer Automobilrennfahrer
- Dale Earnhardt junior (* 1974), US-amerikanischer Automobilrennfahrer
- Dale Gardner (1948–2014), US-amerikanischer Astronaut
- Dale Hennesy (1926–1981), US-amerikanischer Artdirector und Szenenbildner
- Dale Hunter (* 1960), kanadischer Eishockeyspieler
- Dale Jarrett (* 1956), US-amerikanischer Automobilrennfahrer
- Dale Jennings (* 1992), englischer Fußballspieler
- Dale Jones (Musiker) (1902–1970), US-amerikanischer Jazzmusiker
- Dale E. Kildee (1929–2021), US-amerikanischer Politiker
- Dale Mortensen (1939–2014), US-amerikanischer Wirtschaftswissenschaftler
- Dale Parker (* 1992), australischer Radrennfahrer
- Dale Peck (* 1967), US-amerikanischer Schriftsteller und Literaturkritiker
- Dale Pierre Selby (1953–1987), US-amerikanischer Mörder
- Dale Purinton (* 1976), US-amerikanischer Eishockeyspieler und -trainer
- Dale Robertson (1923–2013), US-amerikanischer Schauspieler
- Dale Russell (1937–2019), kanadischer Paläontologe
- Dale Tallon (* 1950), kanadischer Eishockeyspieler und -funktionär
- Dale Van Every (1896–1976), US-amerikanischer Schriftsteller und Drehbuchautor
- Dale Wasserman (1914–2008), US-amerikanischer Schriftsteller
- Dale Watson (* 1962), US-amerikanischer Countrysänger
- Dale Williams (Schiedsrichter) (1940–2022), US-amerikanischer Schiedsrichter im American Football
- Dale Williams (Musiker) (* ≈1955), US-amerikanischer Blues- und Jazzmusiker
- Dale Wilson (1950–2025), kanadischer Schauspieler und Synchronsprecher

### Weiblicher Vorname
- Dale Evans (1912–2001), US-amerikanische Schauspielerin und Sängerin
- Dale Dickey (* 1961), US-amerikanische Schauspielerin
- Dale McCormick (* 1947), US-amerikanische Unternehmerin und Politikerin

### Familienname
- Alan Dale (* 1947), neuseeländischer Schauspieler
- Alan Dale (Kritiker) (1861–1928), britischer Theaterkritiker und Schriftsteller
- Amy Marjorie Dale (1901–1967), britische Gräzistin
- Anders Dale, US-amerikanischer Neurowissenschaftler
- Andrew Murray Dale († 1919), britischer Ethnologe
- Annie Dale Biddle Andrews (1885–1940), US-amerikanische Mathematikerin und Hochschullehrerin
- Anton van Dale (1638–1708), niederländischer mennonitischer Prediger, Arzt und Autor religiöser Texte
- Benjamin Dale (1885–1943), englischer Organist und Komponist
- Bill Dale (1917–2010), kanadischer Leichtathlet
- Billy Dale (Fußballspieler, 1905) (William Dale; 1905–1987), englischer Fußballspieler
- Billy Dale (Fußballspieler, 1925) (Frederick William Dale; * 1925), englischer Fußballspieler
- Carlotta Dale (1915–1988), US-amerikanische Swing-Sängerin
- Carroll Dale (* 1937), US-amerikanischer  American-Football-Spieler
- Celia Dale (1912–2011), britische Kriminalschriftstellerin
- Chalmers Dale (1925–2011), US-amerikanischer Fernsehproduzent
- Charles M. Dale (1893–1978), US-amerikanischer Politiker
- Christine Dale (* 1954), australische Sprinterin
- Cynthia Dale (* 1961), kanadische Schauspielerin
- Darren Dale (Leichtathlet), neuseeländischer Leichtathlet
- Darren Dale (Produzent), australischer Film- und Fernsehproduzent sowie Drehbuchautor
- Dick Dale (1937–2019), US-amerikanischer Sänger
- Dickie Dale (1927–1961), britischer Motorradrennfahrer
- Dominic Dale (* 1971), walisischer Snookerspieler und Kommentator
- Edgar Dale (1900–1985), amerikanischer Lehrer und Hochschullehrer
- Esther Dale (1885–1961), US-amerikanische Schauspielerin und Sängerin
- Eyolf Dale (* 1985), norwegischer Jazzmusiker
- George N. Dale (1834–1903), US-amerikanischer Politiker, Anwalt und Diplomat
- Grover Dale (* 1935), US-amerikanischer Schauspieler, Tänzer und Choreograf
- Harry H. Dale (1868–1935), US-amerikanischer Politiker
- Henry Hallett Dale (1875–1968), britischer Biochemiker
- Ian Anthony Dale (* 1978), US-amerikanischer Schauspieler
- J. Miles Dale, Film- und Fernsehproduzent
- James Dale (Schauspieler, 1887) (James Littlewood Dale; 1887–1985), britischer Schauspieler
- James Dale (Techniker), US-amerikanischer Techniker
- James Badge Dale (* 1978), US-amerikanischer Schauspieler
- James Charles Dale (1792–1872), englischer Entomologe
- Jennifer Dale (* 1956), kanadische Schauspielerin und Tänzerin
- Jeremy Dale (Rennfahrer) (* 1962), kanadischer Automobilrennfahrer, Unternehmer und Moderator
- Jeremy Dale (Comicautor) (1979–2014), US-amerikanischer Comicautor
- Jim Dale (* 1935), britischer Schauspieler und Komiker
- Joachim von Dale (1651–1726), deutscher Politiker, Ratsherr in Lübeck
- Joe Dale (1921–2000), englischer Fußballspieler
- Joey Dale (* 1993), niederländischer EDM-DJ und Musikproduzent
- Johannes Dale-Skjevdal (* 1997), norwegischer Biathlet
- Jon Georg Dale (* 1984), norwegischer Verkehrsminister
- Kari Brattset Dale (* 1991), norwegische Handballspielerin
- Larry Dale (1923–2010), US-amerikanischer Gitarrist und Sänger
- Laura Dale, britische Schauspielerin
- Laurence Dale (* 1957), britischer Sänger und Dirigent
- Lilia Dale (1919–??), italienische Schauspielerin
- Linnea Dale (* 1991), norwegische Sängerin
- Louis Dale (* 1988), US-amerikanischer Basketballspieler
- Olav Dale (1958–2014), norwegischer Jazz-Saxophonist
- Porter H. Dale (1867–1933), US-amerikanischer Politiker
- Richard Dale (1756–1826), US-amerikanischer Marineoffizier
- Samantha Dale (* 2001), australische Weitspringerin
- Samuel Dale (1659–1739), englischer Arzt und Botaniker
- Sunny Dale (* 1971), deutsche Komponistin und Sängerin
- Thomas Dale (Gouverneur) († 1619), englischer Marineoffizier und Kolonialgouverneur
- Thomas Dale (Mediziner, 1700) (1700–1750), britischer Mediziner und Dichter
- Thomas Dale (Mediziner, 1749) (1749–1816), britischer Mediziner
- Thomas Dale (Priester) (1797–1870), britischer Priester und Dichter
- Thomas Ernest Abell Dale (* 1961), kanadischer Kunsthistoriker
- Thomas Henry Dale (1846–1912), US-amerikanischer Politiker
- Thomas Pelham Dale (1821–1892), britischer Geistlicher
- Virginia Dale (Schauspielerin) (1917–1994), US-amerikanische Schauspielerin und Tänzerin